# Бої за Макарів
Бої за Макарів Київської області розпочалися після вторгнення Росії в Україну. 1 квітня 2022 року територію всієї Макарівської громади було звільнено від російських загарбників.
8 квітня 2022 року селищний голова Вадим Токар повідомив, що за попередніми підрахунками населений пункт зруйновано на близько 40 %, було виявлено 132 цивільних особи розстріляних російськими катами.

## Перебіг подій
27 лютого 2022 року зафіксовано техніку окупанта, яка має намір прорватися до Києва.
2 березня 14-та окрема механізована бригада імені князя Романа Великого та 95-та окрема десантно-штурмова бригада звільнили селище та закріпилися у ньому.

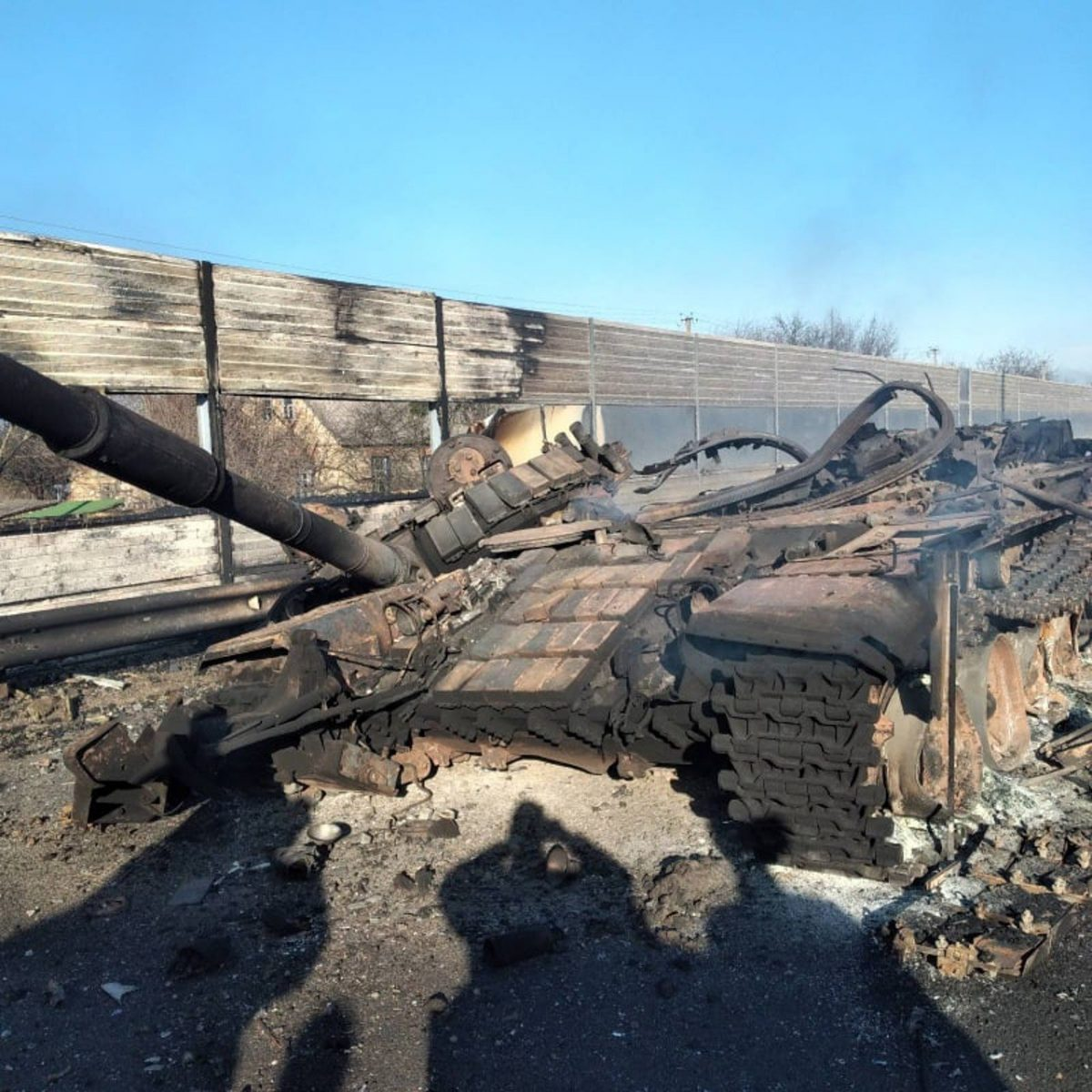
Згорілий російський танк Т-72, підбитий танкістами 14-тої окремої механізованої бригади імені князя Романа Великого у бою за визволення від російських окупантів селища Макарів Київської області

8 березня 2022 року в бою за визволення Макарова брали участь три танкові екіпажі 14-ї окремої механізованої бригади. З першого пострілу танкістам під командуванням Сергія Васіча вдалося підбити головну машину, інші два танки підтримали вогнем. Одна за одною ворожі машини спалахували від влучних пострілів. Піхота почала розбігатися, згодом вони виявили позицію наших танкістів, викликали артилерію. Маневруючи, наші танкісти нищили ворога. Танк старшого сержанта Васіча зайшов противнику у фланг і почав вести вогонь осколково-фугасними снарядами, викурюючи піхоту. Разом три українські танкові екіпажі у бою знищили шість одиниць ворожої техніки та значну кількість живої сили ворога. Так, ворога було відкинуто і зрештою під час контрнаступу українські війська визволили від окупантів важливий населений пункт Київщини — селище міського типу Макарів. Однак ворожа протитанкова керована ракета влучила в український танк Т-64БВ: здетонував боєкомплект та зірвало башту. Екіпаж у складі командира старшого сержанта Сергій Васіча, солдата Костянтина Мрочка, солдата Олега Свинчука та старшого солдата Віталія Пархомука загинув у бою.
25 березня 2022 року заступник начальника штабу Командування Сухопутних військ ЗСУ Олександр Грузевич на брифінгу повідомив, що Макарів на Київщині у «сірій зоні», жодні війська його не контролюють, але він розташований в зоні ураження ворожою артилерією.
28 березня під час контрнаступу ЗСУ було звільнено Мотижин Макарівської громади. Російські війська почали поспіхом залишати свої позиції і вже 1 квітня 2022 року вся територія Макарівської громади перебувала під контролем Збройних сил України.

### Загиблі
- Артеменко Володимир Якович (1969—2022) — прапорщик Збройних сил України, учасник російсько-української війни.
- Снітко Сергій Віталійович (1973—2022) — сержант Збройних Сил України, учасник російсько-української війни.
- Сурін Олександр Іванович (1982—2022) — молодший сержант Збройних Сил України, учасник російсько-української війни.
- Шатило Олександр Анатолійович (1984—2022) — солдат Збройних Сил України, учасник російсько-української війни.

## Наслідки окупації
8 квітня 2022 року селищний голова Вадим Токар повідомив, що за попередніми підрахунками населений пункт зруйновано на 40 %, було виявлено 132 цивільних особи розстріляних російськими катами.